# Stephania renifolia
Stephania renifolia är en tvåhjärtbladig växtart som beskrevs av Lewis Leonard Forman. Stephania renifolia ingår i släktet Stephania och familjen Menispermaceae. Inga underarter finns listade i Catalogue of Life.